# لمبرت کادوالادر
لمبرت کادوالادر (Lambert Cadwalader) (زادهٔ دسامبر ۱۷۴۲ – درگذشتهٔ ۱۳ سپتامبر ۱۸۲۳)، تاجر و رهبر آمریکایی در نیوجرسی و پنسیلوانیا بود. او در جنگ انقلاب آمریکا مبارزه کرد و پس از آن از نیوجرسی در کنگره قاره‌ای و کنگره ایالات متحده نمایندگی نمود.

## اوایل زندگی
لمبرت در ترنتون، نیوجرسی به‌دنیا آمد و فرزند توماس و هانا (نام تولد: لمبرت) کادوالادر بود. در ۱۷۵۰ میلادی خانواده وی به فیلادلفیا، پنسیلوانیا بازگشت نموده بودند و او در آنجا در آکادمی الیسون پذیرفته شد.
وی در سال ۱۷۵۷ وارد کالج فیلادلفیا (بعدتر، دانشگاه پنسیلوانیا) شد اما کالج را به اتمام نرساند. به‌جای ادامه تحصیل، او با برادرش جان کادوالادر وارد عرصه تجارت شد.

## حرفه
تجارت این دو برادر به موفقیت رسید و آنها در امور مدنی بیشتر فعال شدند، هم در فیلادلفیا و هم در سطح گسترده‌تر در کل مستعمره پنسیلوانیا. آنها توافقنامه عدم-واردات را در ۱۷۶۵ میلادی امضاء کردند تا از تحریم بازرگانان انگلیسی حمایت نمایند. لمبرت به‌طور خاص به یک مخالف صریح قانون تمبر و تدابیر بعدی آن، مبدل شد. در ۱۷۶۸ میلادی، وی در مجمع فیلسوفان آمریکا انتخاب شد. او در ۱۷۴۴ میلادی به عنوان عضو مجلس استانی انتخاب گردیده و همچنین در همین سال در کمیته مکاتبات شهری فیلادلفیا گماشته شد.

### سال‌های انقلابی
لمبرت در سال ۱۷۷۵ دوباره به مجلس استعماری بازگشت. او در گروه شبه‌نظامیان نیز پیشرفت داشت و به عنوان سروان یکی از گروهان‌های که در شهر ایجاد شده بود، گماشته شد. پس از آن، وی در بهار سال ۱۷۷۶ نیز نقشی برجسته‌ای در فراخوان برای کنوانسیون قانون اساسی ایالتی ایفا کرد. وی به عنوان نماینده در این کنوانسیون انتخاب گردید، اما توانست تنها در چند جلسه نخست شرکت کند، چون وظایف نظامی موجب دور شدن وی شد.
در ژانویه ۱۷۷۶، کادوالادر به درجه نظامی نائب‌سرهنگ گردان سوم پنسیلوانیا در ارتش قاره‌ای ترفیع نموده بود. در اواخر تابستان، او در نیویورک بود تا در دفاع از شهر کمک کند. او کار روی ساخت استحکامات دفاعی در فورت واشینگتن را در ماه اوت آغاز کرد. پس از نبرد بروکلین، او همراه با جورج واشینگتن روی تنظیم استحکامات دفاعی در ارتفاعات بروکلین کار کرد، اما آنها در ۳۰ اوت تا منهتن عقب رانده شدند، چون تعداد نیروهای بریتانیایی بیش از حد زیاد بود.
گردان سوم پنسیلوانیا برای دفاع از قلعه واشینگتن بازگشت. در آغاز نبرد برای دفاع از قلعه در ۱۵ نوامبر، کادوالادر خط سابقه را در ارتفاعات هارلم نگه می‌داشت. نیروهای آمریکایی با توجه به اینکه در مقابل دو تیپ بریتانیایی که سه تیپ دیگر در عقب آنها را حمایت می‌کرد، قرار گرفته بودند، مجبور شدند تا از قلعه عقب‌نشینی کنند. زمانی که سرهنگ ماگاو قلعه را در روز بعدی تسلیم داد، کادوالادر در میان اسیران جنگی بود. وی به‌زودی، پس از اینکه به ژنرال هاو در نیروهای بریتانیایی قول شرف داد، آزاد گردید. آزادی سریع لمبرت تا حدی به‌خاطر رفتاری بود که پدر وی توماس کاداوالادر در جریان جنگ فیلادلفیا در ۱۷۷۶ میلادی با اسیر جنگی بریتانیایی ژنرال ریچارد پرسکات، نشان داده بود.
در اوایل ۱۷۷۷ میلادی، کادوالادر به عنوان سرهنگ و فرمانده گردان سوم که حالا تیپ چهارم پنسیلوانیا نامیده می‌شد، گماشته شد. وی از پذیرفتن این سمت خودداری کرد، چون هنوز در قول شرف (آزادی مشروط) به‌سر می‌برد و تا زمانی که با یک اسیر جنگی دیگر مبادله نمی‌شد، قادر به خدمت در ارتش نبود. او برای دو سال آینده قرار بود مبادله شود، اما یک اسیر جنگی مناسب که با وی مبادله شود هرگز یافت نشد. در نهایت پس از اینکه تبادل افسران ناممکن شد، واشینگتن در ۲۹ ژانویه ۱۷۷۷ استعفای وی را پذیرفت.
زمانی که نیروهای بریتانیایی در ۱۷۷۷ میلادی فیلادلفیا را اشغال نمود، او به ملک پدر خود در نزدیکی ترنتون، نیوجرسی رفت. این خانه که معروف به «گرین‌وود» بود، محل زندگی وی در بقیه عمرش بود.

### اواخر زندگی
در ۱۷۸۴ میلادی، نیوجرسی وی را به عنوان نماینده در کنگره قاره‌ای انتخاب کرد. او تا پایان حیات نهاد در آن خدمت نموده و همه ساله تا ۱۷۸۷ میلادی مجدداً انتخاب می‌شد. زمانی که حکومت جدید ایالات متحده شکل گرفت، کادوالادر از منظر سیاست ملی، یک فدرالیست بود. او دوباره در ۱۷۸۸ و ۱۷۹۲ میلادی به عنوان نماینده کنگره ایالات متحده انتخاب گردید.
زمانی که انجمن سینسیناتی در ۱۷۸۳ میلادی تأسیس گردید، هرچند کادوالادر به عنوان عضو اصلی آن واجد شرایط بود، اما در آن شرکت نکرد. با این حال، پس از تصویب «مقرره ۱۸۵۴» توسط این انجمن برای احیای عضویت، او واجد شرایط گردید تا یکی از بازماندگان وی که در قید حیات بود از وی نمایندگی نموده و عضو این انجمن شود.

## زندگی شخصی
کادوالادر در ۱۷۹۳ میلادی زمانی که در اوایل ۵۰ سالگی خود قرار داشت با مری مک‌کال (۱۷۶۴ – ۱۸۴۸ میلادی)، دختر آرچی‌بالد و جودیت (نام تولد: کمبل) مک‌کال، ازدواج کرد. آنها یک فرزند داشتند:
توماس مک‌کال کادوالادر (۱۷۹۵ – ۱۸۷۳ میلادی)، کسی که با ماریا چارلوتی گاورنر (۱۸۰۱ – ۱۸۶۷ میلادی) ازدواج کرد. ماریا خواهر ساموئل لاورنس گاورنر (۱۷۹۹ – ۱۸۶۵ میلادی) و خواهرزاده الیزابت کورترایت و رئیس‌جمهور آمریکا جیمز مونرو بود.
وی به تاریخ ۱۳ سپتامبر ۱۸۲۳ در خانه‌اش گرین‌وود در ترنتون، شهرستان مرسر، نیوجرسی وفات کرد و در گورستان فریندز برینگ گراوند در ترنتون به خاک سپرده شد.